# Laboratoire d'électronique et de technologie de l'information
Le Laboratoire d'électronique et de technologie de l'information du CEA ou CEA-Leti est l’un des principaux centres de recherche appliquée en microélectronique et nanotechnologies dans le monde. Installé sur le polygone scientifique à Grenoble en France, il est l'un des 34 membres du réseau des instituts Carnot visant à favoriser l’innovation et le dynamisme économique en collaboration avec des industriels.
Créé en 1967, il est une des divisions du Commissariat à l'énergie atomique et aux énergies alternatives (CEA), employant 1 900 chercheurs, auxquels il faut rajouter 250 doctorants (dont 38 % d'étrangers) et 55 post-doctorants. En 2017, le CEA-Leti possède un portefeuille de plus de 3 100 brevets dont 40 % font l'objet de licences. Ses salles blanches couvrent une superficie de 13 700 m2 en 2025.
Depuis février 2016, le CEA-Leti est le premier institut de recherche technologique membre de l’alliance System X de l'université Stanford, alliance comportant 23 entreprises mondiales comme Google, Intel, Amazon, Apple, Samsung ou encore Microsoft. Par ailleurs, le CEA-Leti, né la même année que le Consumer Electronics Show de Las Vegas, le plus important salon consacré à l'innovation technologique, y présente régulièrement ses avancées technologiques,.

## Historique
L'idée à l’origine de la création du CEA-Leti est de répondre à la demande en composants électroniques du commissariat français à l’Énergie atomique (CEA) qui vient d'installer sur un ancien terrain militaire son premier centre en province sous le nom de centre d'études nucléaires de Grenoble. En 1957, un groupe « électronique intégré » chargé de l'élaboration et de la maintenance de l'électronique des réacteurs nucléaires est créé sous la direction de l'électronicien Michel Cordelle,. À cette période, et pour quelques années encore, la plus grande partie des circuits intégrés est produite dans des usines américaines, ce qui pousse en 1962 le CENG à demander au groupe « électronique intégré » de créer sa propre technologie de transistors. En 1965, le groupe « électronique intégré » sort son premier circuit intégré composé de dix transistors, lançant ainsi la filière microélectronique à Grenoble.
Le 10 octobre 1967, le groupe « électronique intégré » se structure sous l'impulsion de Michel Cordelle en devenant le Laboratoire d'électronique et de technologie de l'information (Leti) dont il devient le premier directeur. Très rapidement, le CEA-Leti s’organise pour travailler et créer des partenariats avec l’industrie privée. En 1972, la filiale Étude et fabrication de circuits intégrés spéciaux, connue sous l'appellation d'EFCIS est créée et sera intégrée en 1982 dans Thomson semiconducteurs qui fusionnera en 1987 avec l'italien SGS pour donner STMicroelectronics. En 1976, le CEA-Leti voit une première grande réalisation avec l'installation au CHU de Grenoble du premier scanner corps entier français.
Six ans plus tard, en 1982, l'institution achève la construction de 6 000 m2 de bâtiments dont notamment 2 000 m2 de salles blanches pour répondre aux demandes de développement en microélectronique, technologies infrarouge, et magnétométrie. À cette époque, débutent les premiers développements des technologies micro electromechanical systems (MEMS) incluant notamment les accéléromètres. Le CEA-Leti dépose le premier brevet générique sur les micro-accéléromètres latéraux à peigne capacitif sur silicium.
Le 23 janvier 1985, le président François Mitterrand inaugure  le bâtiment en trèfle à quatre feuilles (bâtiment 40) comportant 2 000 m2 de salles blanches. Cet édifice borde deux anciens bâtiments réutilisés, uniques vestiges du polygone d'artillerie du XIXe siècle. À l'été 1985, le magnétomètre du CEA-Leti permet la découverte de l'épave du Titanic dans l'Atlantique Nord par 3 843 mètres de profondeur. L'année 1989 voit la pose de la première pierre du nouveau bâtiment 41, abritant des salles blanches 200 mm de dernière génération. En 1991, alors que Jacques Lacour achève huit années de direction du CEA-Leti, une collaboration se met en place avec le Centre national d'études des télécommunications (CNET), pour former le Grenoble Submicron Silicon Initiative (GRESSI).

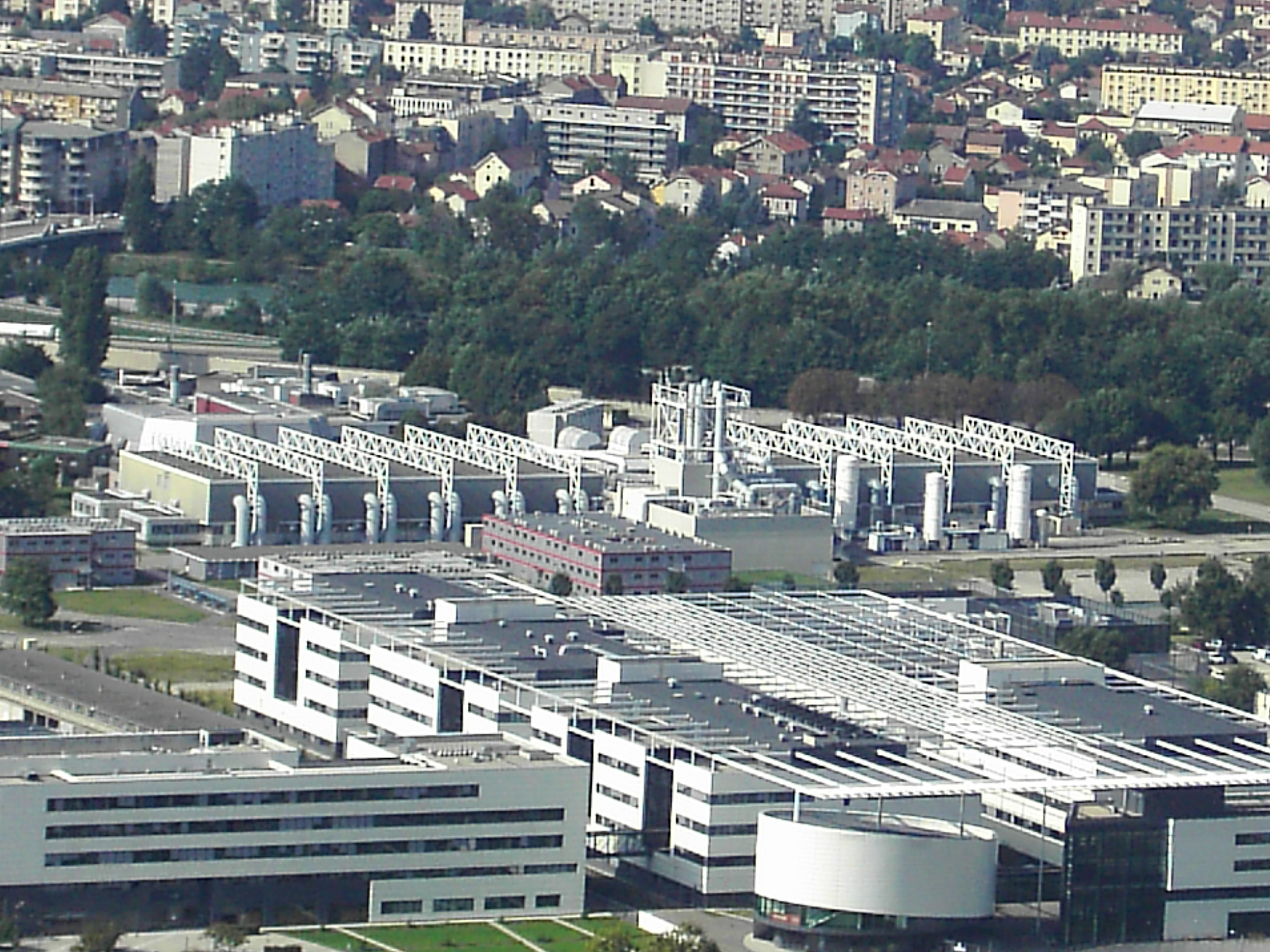
Le CEA-Leti en 2008.

En 1992, deux ingénieurs du CEA-Leti créent la société Soitec pour commercialiser les substrats SOI (silicon-on-insulator) et d'autres substrats pour les semi-conducteurs. L'année suivante, le programme Morphomètre 3D est lancé, consistant à visualiser des organes en trois dimensions pour la médecine. En 1997, la société Tronics Microsystems est créée pour produire des composants MEMS à partir de demandes spécifiques des clients. En 1999, Jean Therme devient directeur du CEA-Leti et réfléchit à mettre l'institution dans un environnement plus large où chercheurs, enseignants et industriels collaboreraient dans un même lieu. Le CEA-Leti réalise cette année-là un record du monde avec un transistor de 20 nanomètres. En 2002, premier silicium gyroscope MEMS 200 mm avec transfert industriel de la technologie et en 2003 transfert de la technologie accéléromètre.
Minatec, centré sur les micro et nanotechnologies, est inauguré le 2 juin 2006 en collaboration avec les instances gouvernementales et locales (Institut polytechnique de Grenoble, INPG), afin de rapprocher la recherche académique, les laboratoires de R&D et l’industrie. Deux ans plus tard, le CEA-Leti signe une alliance avec le California Institute of Technology. En 2009, une alliance est signée avec IBM pour la recherche en micro et nanoélectronique. En 2010, Poma réalise entre le CEA-Leti et Minatec un funiculaire unique au monde, appelé liaison blanc-blanc qui dessert deux salles blanches distantes de 250 mètres, permettant de transporter le personnel dans une atmosphère contrôlée tout en lui évitant de se déshabiller pour passer d'un lieu à l'autre. En 2011, la première ligne complète 300 mm pour les technologies 3D est opérationnelle.
En 2015, le CEA Grenoble pose la première pierre d'une plate-forme photonique de 12 600 m2 sur le site de Minatec, qui devient opérationnelle en mars 2017.
En février 2017, le CEA-Leti célèbre son cinquantième anniversaire en réunissant quatre anciens directeurs autour de sa directrice Marie-Noëlle Semeria. Un an plus tard, son nouveau directeur Emmanuel Sabonnadière annonce l'engagement d'un plan d’investissement de 120 millions d’euros en trois ans dans les salles blanches du CEA-Leti afin de passer de 15 % à 25 % de son budget hors contrats industriels à la mise à niveau de ses équipements. Le CEA-Leti souhaitant atteindre le même niveau d'investissement que ses concurrents européens, l'Institut Fraunhofer en Allemagne et l'IMEC en Belgique.

## Domaines d'activité
Les principaux domaines d'activité du CEA-Leti sont l'énergie, les technologies de l'information, les technologies de la santé et la défense et sécurité. En 2017, le CEA-Leti possède toute une série de plateformes technologiques dont 10 000 m2 de salles blanches entièrement dédiées aux micro et nanotechnologies, des plateformes dédiées à la chimie, à la biologie, à la photonique, au design, à la recherche amont et à la nano-caractérisation de niveau mondial. En 2019, la superficie de ces salles blanches est portée à 12 000 m2 dans le cadre du plan Nano 2022, volet français du plan européen sur la nanoélectronique. Le CEA-Leti a favorisé au début des années 2000 l'émergence de Minatec, centre d'envergure européenne dédié aux nanotechnologies. À partir de 2011, la mise en commun de technologies avec Clinatec, le CHU Grenoble-Alpes, l'Inserm et l'université Grenoble-Alpes permet la création de la startup MedPrint, lauréate du grand prix I-lab 2015. 
En 2012, le CEA-Leti a déposé 286 brevets et 330 en 2016 avec un portefeuille global de près de 3 000 brevets dont 40 % sous licence. Les domaines d'activité sont les micro et nanotechnologies pour la microélectronique ainsi que pour la biologie et la santé, les technologies de conception et d'intégration des microsystèmes, d’imagerie pour la médecine ou la sécurité et les technologies de communication appliquées aux objets nomades.

## Missions et applications
La mission première du CEA-Leti est de créer de l’innovation et de la transférer à l’industrie. Le CEA-Leti  se positionne en tant que lien entre la recherche académique de base et la production de masse et cherche constamment à créer de nouvelles entreprises (start-up). Il tente ainsi de participer à l'innovation et à la compétitivité de secteurs industriels comme la santé, les télécommunications, le spatial, l'habitat, l'automobile et, à travers eux, aux activités plus traditionnelles comme le textile, le papier, le bâtiment, la logistique, la mécanique.
La synergie entre la recherche issue du CEA-Leti  et la recherche industrielle s'exprime notamment au sein de Minalogic, pôle de compétitivité mondial dédié aux micro et nanotechnologies et aux logiciels embarqués. Le CEA-Leti est également membre fondateur de l'institut de recherche technologique, Nanoelec.

## Partenariats
Les chercheurs du CEA-Leti travaillent en étroite relation avec leurs partenaires industriels répartis dans le monde entier pour accélérer le développement et la commercialisation de nouvelles technologies, mais toute précision chiffrée reste confidentielle. En 2017, le CEA-Leti compte 300 partenaires industriels (multinationales ou PME) lui apportant 85 % des 315 millions d'euros de son budget annuel, le reste provenant de subventions publiques. Les industriels étrangers peuvent même lancer la fabrication dans leur pays, venir la finaliser au CEA-Leti avec leur matériel puis retourner à leur centre de recherche. Le CEA-Leti est également engagé dans de nombreuses initiatives de coopération de recherches incluant les alliances avec IBM pour les semi-conducteurs, avec Caltech pour les MEMS et NEMS (Alliance for Nanosystems VLSI), avec le MicroMachine Center (avec le ministère de l’économie et de l’industrie japonais) ainsi que dans la collaboration avec Nokia (Nokia Research Center) et le programme IMAGINE, pour la lithographie par faisceau d’électrons.
Le CEA-Leti contribue à la formation d'un espace européen de la recherche. Ainsi, de forts partenariats européens ont été créés pour positionner l’Europe à un niveau mondial compétitif dans le développement de nouvelles technologies. Ainsi, se sont créées l’alliance HTA (Heterogeneous Technology Alliance) avec le CSEM Suisse, l'institut Fraunhofer-Gesellschaft en Allemagne et le VTT en Finlande, mais également les projets HELIOS (intégration des composants photonique sur des circuits MOS), WADIMOS, EARTH (energy efficiency in mobile broadband systems) et BEE SECURED (management environnemental à très grande échelle assisté par les abeilles). 
Le CEA-Leti a été désigné en 2015 comme l'un des 16 acteurs en Europe chargé de définir une nouvelle interface de connexion des terminaux aux systèmes du futur réseau 5G devant être mis en place à l'horizon 2020. Un accord de collaboration est signé en ce sens en octobre 2016 avec l'Institut pour l'industrie de l'information (en) de Taïwan afin de relier les compétences de ces deux écosystèmes complémentaires pour une durée de trois ans. Cette nouvelle génération de réseau doit utiliser des transmissions In-Band Full-Duplex, une technologie capable d'émettre et de recevoir en même temps dans la même bande de fréquence fournissant ainsi une rapidité d'échange de 50 à 100 fois plus importante que la 4G Quelques villes européennes devraient disposer du réseau 5G dès l'année 2019. 
En mai 2016, le CEA-Leti et Intel signent un partenariat de cinq ans dans un programme de développement des objets connectés. Plusieurs programmes de recherche sont définis dont le premier est la miniaturisation des composants de communication comme les antennes, le second est l'amélioration des systèmes de communication sans fil avec à la clé une augmentation de leur vitesse d’échange, un troisième consiste à contrôler la consommation d'énergie de ces objets connectés. Enfin le CEA-Leti et Intel souhaitent mettre au point un dispositif d'affichage innovant en trois dimensions en utilisant l'informatique quantique ou la nouvelle plateforme photonique du CEA-Leti installée sur le site voisin de Minatec.
En 2018, le laboratoire est l'un des 27 lauréats européens du Conseil européen de la recherche afin de développer des technologies innovatrices et révolutionnaires. Dans ce but, il fonde la même année le consortium Grenoble Quantum Silicon avec l'Institut nanosciences et cryogénie (INAC), l'Institut Néel et l'université Grenoble-Alpes, et présente le projet QuCube visant à mettre au point sur une durée de six ans, un processeur quantique d'une puissance encore jamais atteinte de 100 qubits,.

## Médiatisation d'avancées technologiques

### Domaine des nano-technologies
Le CEA-Leti explore en 2016 une technologie à base de nanofils en silicium et silicium-germanium composant des transistors MOSFET et devant permettre à terme d'atteindre des niveaux de miniaturisation de l'ordre de 15 nanomètres de finesse de gravure, voire à terme 5 nm, remettant en cause la Loi de Moore qui prévoit que la miniaturisation doit se confronter réellement aux effets quantiques aux alentours de 20 nanomètres. Cette miniaturisation accompagne l’augmentation des performances des circuits intégrés et réduit considérablement la puissance dissipée. Selon la directrice du CEA-Leti, le laboratoire a montré en modélisation qu'avec la technologie FD-SOI (Fully Depleted-Silicon On Insulator) « il y avait encore la place pour une génération du 10 nm, en gardant le même gain en consommation et avec autant d’attractivité au niveau des fonctions de communication ».
Le CEA-Leti, par le biais du consortium Grenoble Quantum Silicon est en pointe concernant la production de qubits basés sur des structures en CMOS, forme prise par l'information dans un calculateur quantique,. En 2019, le CEA-Leti s'attache à réaliser une puce dédiée à l'intelligence artificielle embarquée dans les objets connectés d'une capacité de 10 téra opérations par seconde et consommant seulement 1 watt.
En février 2020, lors de la conférence internationale des circuits à semi-conducteurs (en) de San Francisco, le laboratoire y présente un processeur à 96 cœurs,. 

### Domaine des communications

Logo des Jeux de 2018.

En novembre 2015, le CEA-Leti annonce la production en masse d'accéléromètres de type MEMS sur plaque de 300 millimètres. Cette fabrication unique dans le monde, représente une avancée technologique majeure, notamment dans le domaine de l'internet des objets.
À partir de juin 2016, le CEA-Leti pilote avec une vingtaine de partenaires industriels le projet de démonstrateur de la technologie 5G pour la téléphonie mobile, à l'occasion des Jeux olympiques d'hiver de 2018 se déroulant à Pyeongchang en Corée du Sud. En collaborant avec des entreprises comme Thales Alenia Space ou Telespazio, le laboratoire s’appuie sur les technologies d'onde radioélectrique de la bande de fréquence 28 GHz qui existent déjà dans le domaine spatial pour arriver à ses fins.
En janvier 2021, le CEA-Leti se lance avec d'autres partenaires en Europe dans la mise au point de la technologie 6G attendue à l'horizon 2030.

### Domaine médical
Dans le domaine médical, le CEA-Leti collabore depuis 2010 avec une douzaine de centres hospitaliers universitaires français, afin de mettre au point un pancréas artificiel. En janvier 2018, Diabeloop une startup créée en mars 2015 dans l'environnement du CEA-Leti présente son pancréas artificiel au Consumer Electronics Show de Las Vegas. Fin 2019, elle annonce avoir réalisé un financement record en Europe de 31 millions d'euros dans le domaine de l'intelligence artificielle thérapeutique, visant à délivrer de l'insuline.
En 2017, le CEA-Leti teste un nouveau procédé permettant de déceler les tumeurs cancéreuses grâce à des détecteurs spectrométriques. Avec des essais satisfaisants sur des souris, la prochaine étape consistera à détecter ces tumeurs sur des tissus humains. Le CEA-Leti est également largement impliqué dans la recherche d'un vaccin contre le sida avec une nouvelle approche vaccinale contre ce virus. Mis au point en 2006, les lipidots du CEA-Leti sont des nano-gouttelettes de lipides capables d'encapsuler le vaccin qui est alors protégé d'une dégradation durant son passage dans le sang et la lymphe et conçus pour délivrer le vaccin uniquement dans les ganglions lymphatiques. Des essais sur des primates et des souris ont prouvé une réponse immunitaire plus forte contre la protéine p24 du virus de l'immunodéficience humaine ainsi qu'une diminution des effets secondaires du vaccin. Cette technologie est également utilisée en 2020 dans le cadre de la recherche d'un vaccin contre la maladie à coronavirus 2019. 
Le CEA-Leti possède une technologie afin de coller deux matériaux sans colle, tout en collant les atomes entre eux.

## Créations d’entreprises
Depuis les débuts de son existence, le CEA-Leti a encouragé le transfert de technologies à des industriels privés à travers notamment une politique de création de jeunes pousses. Ainsi, lors du 50e anniversaire du laboratoire, le quotidien Les Échos avance le nombre de soixante nouvelles entreprises issues du CEA-Leti depuis sa création.
Une des plus connues est la compagnie Soitec (Soitec Group), basée à Bernin en France. Créée en 1992 par deux ingénieurs du CEA-Leti, l’entreprise développe des substrats de silicium sur isolant (SOI) en vue d’améliorer les performances des futurs circuits intégrés. Soitec est cotée en bourse et a annoncé un chiffre d’affaires de 209 M$ durant l’année fiscale précédente (mars 2010). En 2016, il existe toujours un partenariat de recherche fondamentale entre Soitec et le CEA-Leti.
D’autres essaimages sont issus du CEA-Leti comme EFCIS en 1977 à l’origine de la création de STMicroelectronics, Sofradir en 1986 pour les détecteurs infrarouges, Tronics Microsystems en 1997 pour la technologie des MEMS, Movea en 2007 pour les capteurs en mouvement de type MEMS, Fluoptics en 2008 pour la détection des cancers par imagerie fluorescente, Microoled en 2007 pour les micro-écrans et Aledia en 2011, spécialiste des afficheurs utilisant la technologie WireLED,.
En 2015, le journal Le Monde annonce que le CEA-Leti est à l'origine de trois à cinq créations de startups par an, telle ISKN et son ardoise intelligente capable de récupérer instantanément au format numérique croquis ou notes manuscrites sur un ordinateur.

## Historique des directeurs
| Directeur             | Années          |
| --------------------- | --------------- |
| Michel Cordelle       | 1967 - 1983     |
| Jacques Lacour        | 1983 - 1991     |
| Denis Randet          | 1991 - 1999     |
| Jean Therme           | 1999 - 2003     |
| Bernard Barbier       | 2003 - 2006     |
| Laurent Malier        | 2006 - 2014     |
| Marie-Noëlle Semeria  | 2014 - 2017     |
| Emmanuel Sabonnadière | 2017 - 2021     |
| Sébastien Dauvé       | 2021 - en cours |

## Prix et distinctions
En octobre 2016, le CEA-Leti  et son voisin, l'INAC (Institut des nanosciences et cryogénie) ont reçu le prix EARTO Innovation Awards (European association of research and technology organisations) dans la catégorie « Impact attendu » pour leur mise au point d'une diode électroluminescente quatre fois moins chère à produire et produisant trois fois plus de lumière,,.

## Accès du site
Le site du CEA-Leti est desservi par la ligne B du tramway.